# Eso no va a suceder
"Eso no va a suceder" é uma canção da dupla americana de música pop Ha*Ash. Foi lançado pela Sony Music Latin em 8 de agosto de 2018 como single. É o terceiro single do seu álbum de estúdio 30 de febrero (2017). O tema é baseado em dar uma mensagem e uma oportunidade para as mulheres pensarem melhor sobre suas decisões com frases como: "É melhor ficar só do que viver com mentiras".

## Composição e desempenho comercial
"Eso no va a suceder" foi escrito por Ashley Grace, Hanna Nicole e Edgar Barrera, enquanto Hanna, Barrera e Joe London produziu a música. O tema é baseado em dar uma mensagem e uma oportunidade para as mulheres pensarem melhor sobre suas decisões com frases como: "É melhor ficar só do que viver com mentiras". "Quando o homem faz algo errado, ele acha que o anel para sua ex-namorada ou namorada vai consertar tudo e há muitas mulheres que acreditam que o casamento fará um homem mudar e a verdade é que isso não é verdade. Isso não vai acontecer, é basicamente se ele não é um bom namorado, ele também não será um bom marido ", comentou Ashley Grace.
Em dezembro do 2018, subiu o primeiro lugar no México conseguindo a certificação de ouro.

## Vídeo musical
O lyric video de "Eso no va a suceder" foi lançado em 28 de Setembro de 2017. Foi dirigido por Diego Álvarez.
O videoclipe de "Eso no va a suceder" foi lançado em 08 de agosto de 2018. Foi dirigido por Emiliano Castro e Ernesto Lomeli e filmado na Toluca, México.

### Versão En vivo
O videoclipe gravado para o álbum ao vivo En vivo, foi lançado em 6 de  dezembro  de 2019. O vídeo foi filmado em Auditório Nacional em Cidade do México, no dia 11 de novembro de 2018.

## Desempenho nas tabelas musicais
| Tabela musical (2018)             | Maior posição |
| --------------------------------- | ------------- |
| Estados Unidos - (Latin Airplay)  | 34            |
| México - (Mexico Espanol Airplay) | 1             |
| México - (Mexico Airplay)         | 7             |
| México - (Monitor Latino)         | 1             |

| Tabela musical (2018)     | Posição |
| ------------------------- | ------- |
| México - (Monitor Latino) | 17      |

## Vendas e certificações
| Região                                                                                       | Certificação  | Vendas/distribuição |
| -------------------------------------------------------------------------------------------- | ------------- | ------------------- |
| México (AMPROFON)                                                                            | Platina+ Ouro | 90,000 ^            |
| *vendas baseadas apenas na certificação ‡dados de streaming baseados somente em certificação |               |                     |

## Histórico de lançamento
| Região       | Data                | Formato          | Gravadora        | Ref.  |
| ------------ | ------------------- | ---------------- | ---------------- | ----- |
| Mundialmente | 8 de agosto de 2018 | Digital download | Sony Music Latin | [ 1 ] |